# Telemachia

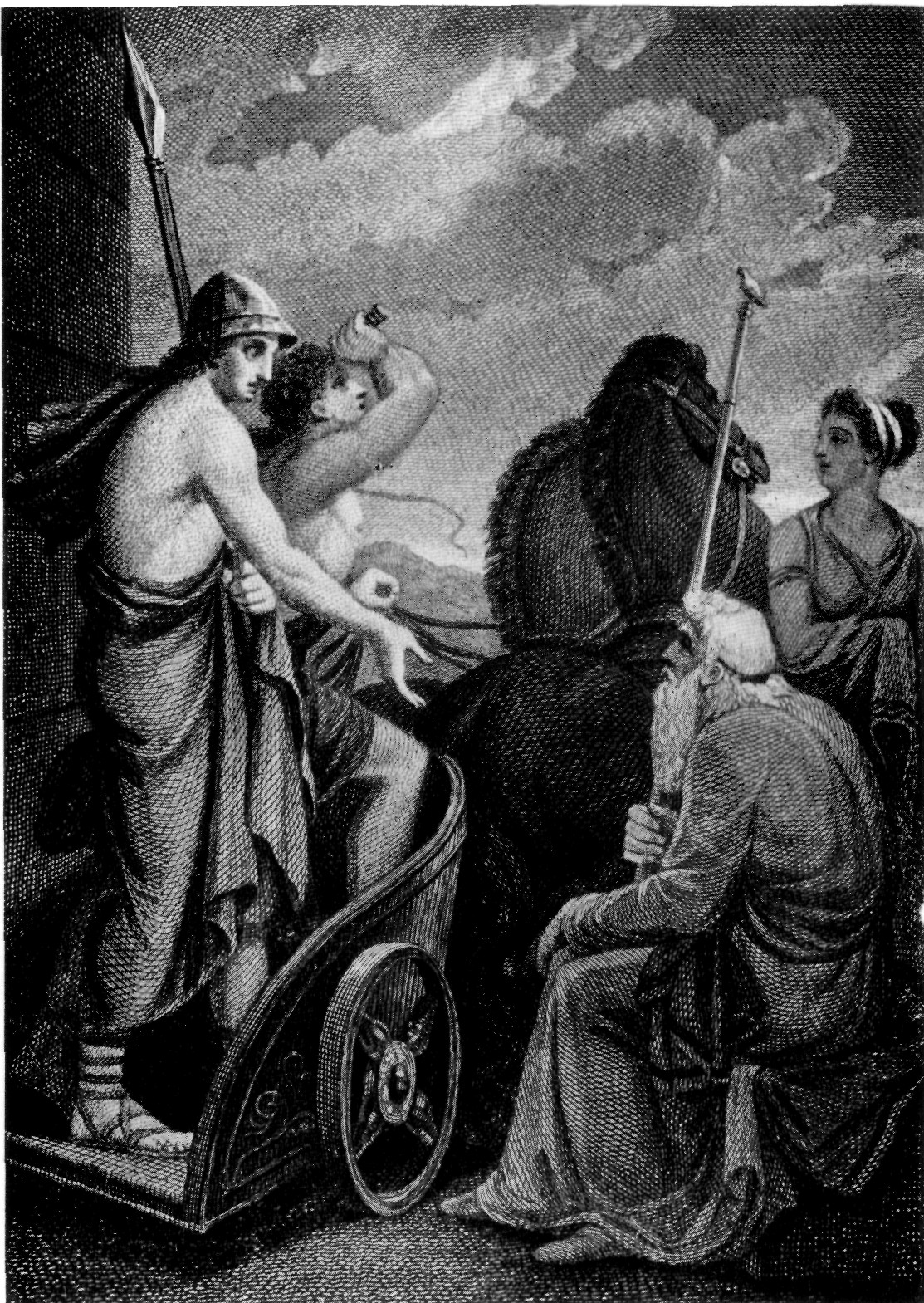
Telemachus departing from Nestor - Henry Howard.

Nella letteratura, la  Telemachia è un termine usato per indicare i primi quattro libri dell'Odissea, poema epico attribuito ad Omero, riguardante il ritorno a casa di Odisseo, chiamato in latino anche Ulisse, dopo la guerra di Troia. In questa prima parte del racconto il protagonista risulta essere il figlio di Odisseo, Telemaco, il quale, raggiunta l'età adulta, comprende a pieno la situazione drammatica che si è ormai creata ad Itaca, a causa della presenza dei Proci e della ormai decennale assenza del padre, e decide di reagire. La Telemachia è ritenuta il primo Bildungsroman, "romanzo di formazione", della letteratura occidentale.

## Introduzione all'Odissea
Anche se Odisseo è il protagonista della vicenda, appare soltanto nel quinto libro. Nei primi libri della saga si assiste alla mancanza di Odisseo dall'isola di Itaca, dove egli regnava e dove ora i Proci spadroneggiano e cercano di sedurne la moglie, la regina Penelope, per ottenere il regno.

## Il viaggio
Telemaco, figlio di Odisseo e di Penelope, era principe di Itaca e soffriva la lunga assenza del padre. Sentendo il regno minacciato decise di partire, spinto da Atena sotto forma di Mentore, alla ricerca di informazioni sul viaggio di suo padre dopo la guerra di Troia. Atena aveva consigliato a Telemaco di andare a Pilo, da Nestore, e a Sparta, da Menelao, perché erano gli ultimi tra gli eroi della guerra di Troia ad avere contatti con Odisseo.